# Adetus leucostigma
Adetus leucostigma är en skalbaggsart som beskrevs av Bates 1880. Adetus leucostigma ingår i släktet Adetus och familjen långhorningar.
Artens utbredningsområde är:
- Belize.
- Guatemala.
- Honduras.
- Panama.
- Venezuela.

Inga underarter finns listade i Catalogue of Life.